# George Benson

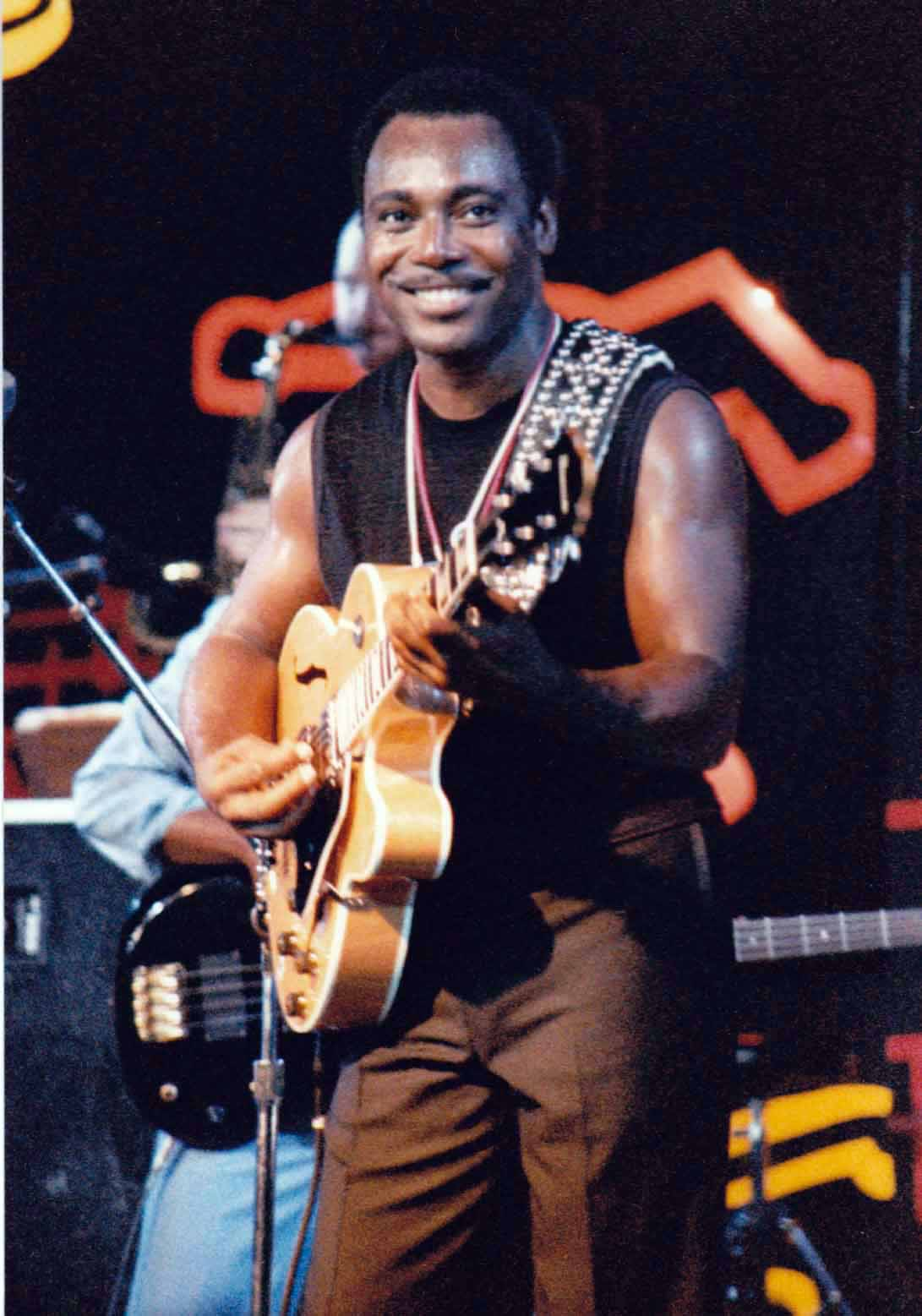
George Benson al Festival de Jazz de Montreaux (1986)

George Benson és un guitarrista, cantant i compositor de jazz nascut el 22 de març de 1943 a Pittsburgh, Pensilvània, als Estats Units. La seva música ha abastat tant el swing i el bop com el hard bop, el quiet storm i la fusió del jazz amb el pop i el soul.

## Carrera
Nen virtuós de la guitarra, va gravar el seu primer single “It should have been me” als 10 anys.
Va enregistrar el seu primer àlbum, “The Guitar New Boss”, en 1964 a l'edat de 21 anys, acompanyat de Brother Jack McDuff, organista de soul nord-americà i director d'orquestra soul.
Benson va començar una carrera en solitari en 1965 amb el George Benson Quartet. Miles Davis va adonar-se del seu talent, i el va fer servir a l'àlbum “Miles in the Sky”, del 1967.
La seva carrera es va enlairar durant la segona meitat de la dècada dels 70, en un estil jazz-funk-costa oest, amb els àlbums “Breezin” que va guanyar tres premis Grammy, incloent el disc de l'any per la cançó “This Masquerade”, i “In Flight” (1977), emblemàtic del particular estil de Benson a la guitarra.
El punt culminant de la seva carrera va ser l'àlbum “Give Me the Night”, produït per Quincy Jones (1980) i la cançó homònima, que va fer de George Benson un artista incontestable a les pistes de ball, sovint samplejat per altres artistes.
El 1984 la cançó “Nothing's gonna change my love for you” (extreta del seu àlbum 20/20) va ser un èxit als EUA, tot i que va ser popularitzada mundialment pel cantant adolescent Glenn Medeiros, qui la va versionar el 1988, fins al punt que avui en dia molta gent creu que la versió de Medeiros és l'original.
Durant aquests anys es va acostar a un estil de música més comercial, deixant la seva guitarra en un segon pla, tan sols emprada per alguns sols instrumentals d'alguns dels temes que componien els discos. A finals dels vuitanta va tornar a terrenys jazzístics gravant un disc d'estàndards, “Tenderly”, i un altre amb la banda de Basie, en els quals la seva guitarra va tornar a tenir protagonisme. La seva oscil·lació entre el jazz i el pop ha estat freqüent des de llavors. En qualsevol cas, és un dels més grans guitarristes de la història del jazz.
Els últims anys ha editat els àlbums “Givin' It Up”(2006), en col·laboració amb el cantant Al Jarreau, “Songs and Stories” (2009) i “The Guitar Man” (2011), amb Harvey Mason, Joe Sample, David Garfield i Ben Williams, en col·laboració amb Al Schmitt i produïts per John Burk.
El 2013, per celebrar els seus 70 anys, va  publicar “My Inspiration: A Tribute to Nat King Cole”, amb arranjaments de Nelson Riddle, els 42 componentes de la Henry Mancini Institute Orchestra, i la participació de l'excepcional Wynton Marsalis.
De fet, la llista de col·laboracions al llarg de la seva carrera seria interminable. Entre d'altres, trobem a Brother Jack McDuff, Hank Mobley, Larry Young, Jaki Byard, Freddie Hubbard, Joe Farrell, Lalo Schifrin, Herbie Hancock, Ron Carter, Tony Williams, Johnny Pacheco, Aretha Franklin, Stevie Wonder, Frank Sinatra, Tony Bennett o B.B. King.
Tot i que va començar la seva carrera a la dècada dels 60, no ha deixat d'editar nou material ni de fer gires i concerts de manera regular. L'última vegada que va actuar a Catalunya va ser l'estiu del 2014, en el marc del Festival de Música de Barcelona, als Jardins del Palau Reial de Pedralbes.

## Premis
El 2009 va ser guardonat com a Jazz Master per part del National Endowment for the Arts – NEA, el reconeixement nord-americà més prestigiós per al jazz.
A més a més, ha estat mereixedor de 10 premis Grammy, des de 1976, amb “This Masquedade” com a disc de l'any, fins al 2006, amb “God Bless The Child” com a millor interpretació vocal de R&B tradicional.

## Discografia

### Àlbums d'estudi
- 1964 : The New Boss Guitar
- 1965 : It's Uptown, With The George Benson Quartet
- 1966 : The George Benson Cookbook
- 1968 : Shape of Things To Come
- 1968 : Giblet Gravy
- 1968 : Goodies
- 1969 : I Got a Woman and Some Blues
- 1969 : Tell It Like It Is
- 1969 : The Other Side of Abbey Road
- 1971 : Beyond the Blue Horizon
- 1971 : White Rabbit
- 1973 : Body Talk
- 1973 : Witchcraft
- 1974 : Bad Benson
- 1975 : Good King Bad
- 1976 : Benson and Farrell With Joe Farrell
- 1976 : Breezin'
- 1977 : In Flight
- 1979 : Livin' Inside Your Love
- 1980 : Give Me The Night
- 1983 : In Your Eyes
- 1984 : 20/20
- 1986 : While the City Sleeps
- 1987 : Collaboration (avec Earl Klugh)
- 1988 : Twice the Love
- 1989 : Tenderly
- 1990 : Big Boss Band
- 1993 : Love Remembers
- 1996 : That's Right
- 1998 : Standing Together
- 2000 : Absolute Benson
- 2003 : Irreplaceable
- 2006 : Givin' It Up (avec Al Jarreau)
- 2009 : Songs and Stories
- 2011 : Guitar Man
- 2013 : Inspiration (A Tribute to Nat King Cole)

### Àlbums en directe
- 1975 : In Concert - Carnegie Hall
- 1978 : Weekend in L.A.
- 2000 : Round Midnight
- 2005 : Best of George Benson Live

(2000)
- 2007 : Live From Montreux (1986)

### Recopilatoris
- 2007 : 100 Ans De Jazz : George

Benson
- 2010 : Classic Love Songs
- 2010 : Top of the World: The Best

of George Benson

### Sessions
- Funk In A Mason Jar Harvey Mason (Arista) (1977)
- Love Island Deodato (warner bros) (1978)
- Chaka Chaka Khan (warner bros) (1978)
- Love All The Hurt Away Aretha Franklin (arista) (1981)
- Significant Gains Greg Phillinganes (planet records) (1981)
- Send Me Your Love Kashif (arista) (1984)
- L.A. Is My Lady Frank Sinatra (qwest records) (1984)
- C.K. Chaka Khan (warner bros) (1988)
- Back On The Block Quincy Jones (qwest records) (1989)
- A Twist Of Motown Artistes Variés (grp) (2003)
- Everlasting Love Vanessa Williams (lava records) (2005)
- Thanks for the memory... the great american songbook volume IV Rod Stewart (j records) (2005)
- Shine Boney James (concord records) (2006)
- Collaborations Jill Scott (hidden beach) (2007)
- The Standard Take 6 (heads up) (2008)